# Bonaventura Zumbini
Bonaventura Zumbini (Pietrafitta, 10 maggio 1836 – Portici, 21 marzo 1916) è stato un critico letterario e politico italiano, nominato senatore del Regno nel 1905.

## Biografia
Nato a Pietrafitta in un piccolo paese nei pressi di Cosenza, affetto in giovane età da una malattia che ne impediva gli spostamenti, Bonaventura Zumbini acquistò da autodidatta una vasta cultura nel campo sia della letteratura italiana che delle letterature straniere. Poté seguire studi regolari solo a partire dal 1868, anno in cui si trasferì a Napoli da Cosenza e pubblicò un saggio su Luigi Settembrini in cui criticava severamente l'approccio romantico alla letteratura e proponeva una verifica rigorosa e documentata sui documenti originali. L'anno dopo De Sanctis, pur prendendo le difese del Settembrini nella seconda edizione dei Saggi Critici, proporrà un piano di lavoro minuzioso e di carattere monografico. Croce accusò Zumbini di essere un critico erudito ma privo di originalità, pencolante fra le metodologie del positivismo della scuola storica e quelle estetico-psicologiche derivate dal De Sanctis.
Nel 1878 Bonaventura Zumbini, che nel 1874 era stato eletto presidente dell'Accademia Cosentina, ottenne la cattedra di letteratura italiana all'Ateneo napoletano, succedendo a De Sanctis; nel 1881 divenne rettore dell'università di Napoli. Nel 1880 fu accolto all'Accademia dei Lincei.
Nei suoi Studi sul Leopardi (1902-1904) propose la distinzione del pensiero leopardiano in pessimismo storico e cosmico. Il 4 marzo 1905 fu nominato senatore del Regno, per i suoi meriti scientifici (XVIII categoria).

## Opere principali
- Saggi critici, Napoli: presso D. Morano, 1876
- Studi sul Petrarca, Firenze: G. Barbera Tip. Edit., 1878
- Studi di letterature straniere, Firenze: Successori Le Monnier edit., 1893
- Studi di letteratura italiana, Firenze: Le Monnier, 1894
- Studi sul Leopardi, Firenze: Barbera, 1904
- Studi di letteratura comparata, a cura dell'Accademia cosentina, Bologna: Zanichelli, 1931 (postumo)